# Gemeines Spargelhähnchen

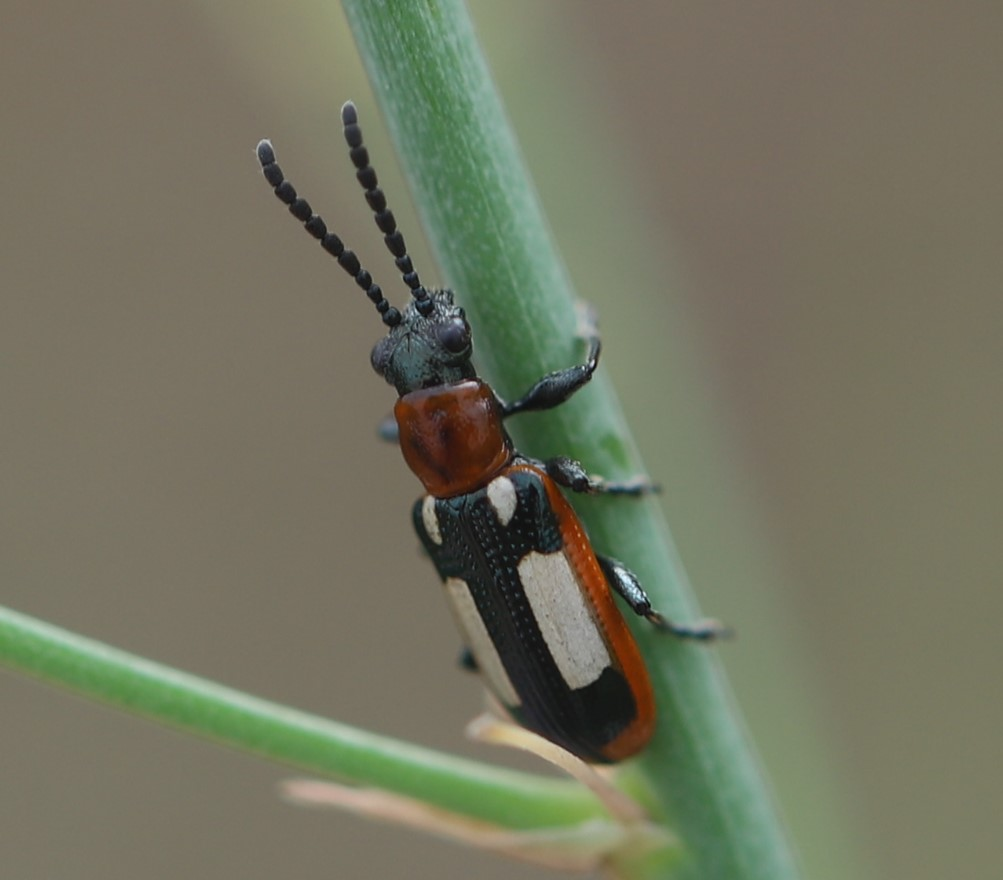
Imago mit abweichender Flügeldeckenzeichnung

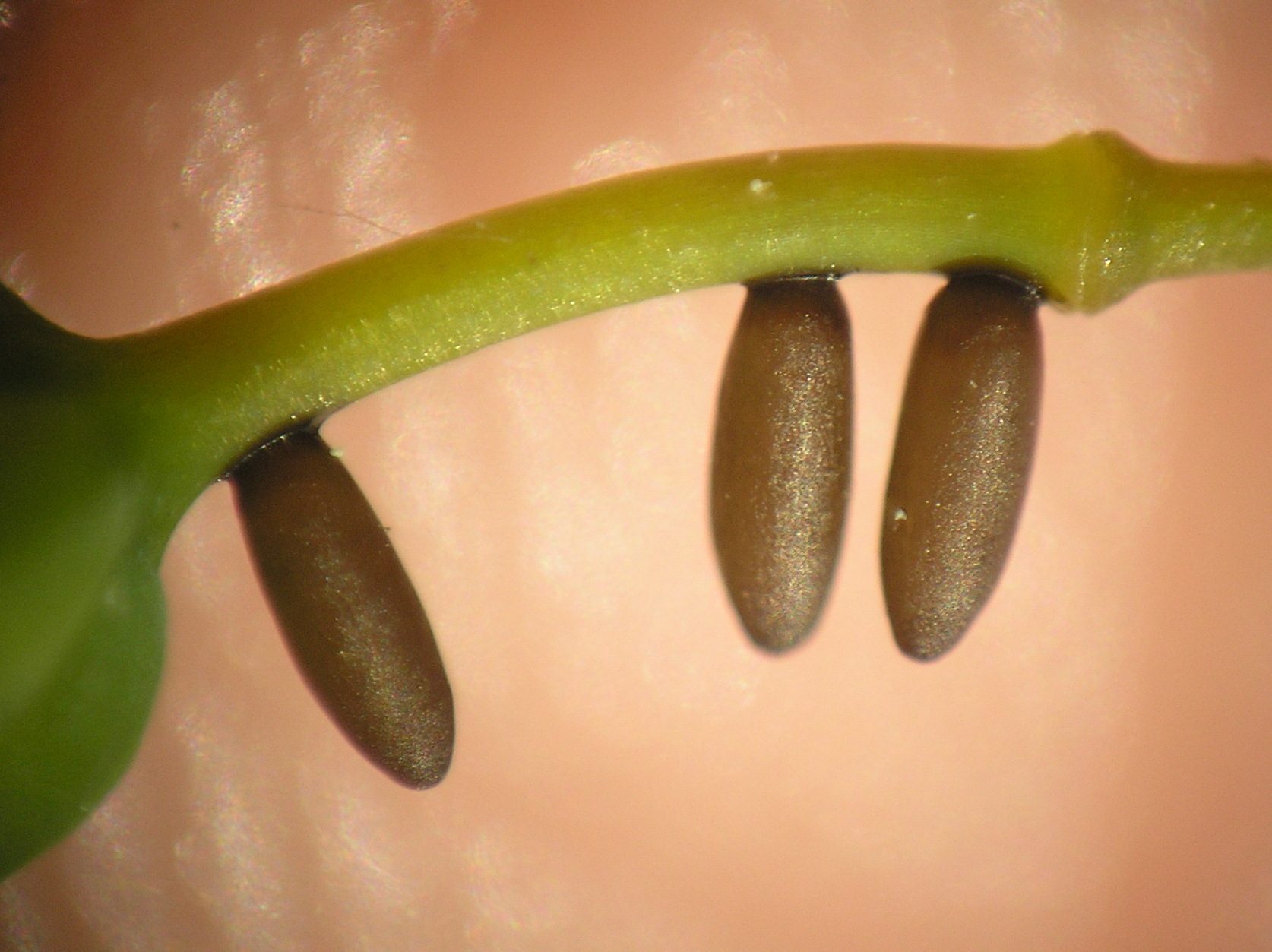
Eier

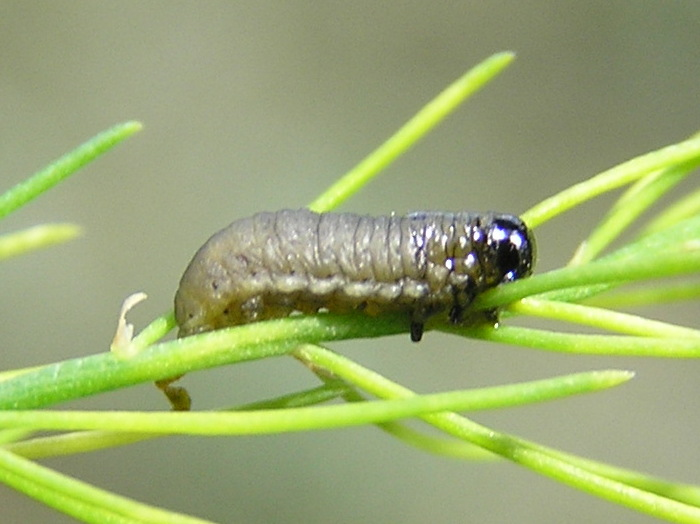
Larve

Das Gemeine Spargelhähnchen (Crioceris asparagi) ist ein Käfer aus der Familie der Blattkäfer (Chrysomelidae).

## Merkmale
Die Käfer werden 5 bis 6,5 Millimeter lang. Sie haben einen blauschwarzen Kopf und einen roten Halsschild. Die Deckflügel sind in ihrer Färbung sehr variabel. Die Färbung umfasst eine schwarze, breite Flügeldeckennaht, die an drei Stellen mit Querbinden zusammenfließt und einen um die Flügeldecken herumführenden breiten Rand, der rötlich ist. Zwischen dem Rand und den schwarzen Partien haben die Tiere drei weiße bis gelbliche Flecken. Die Flügeldeckenzeichnung von Crioceris asparagi ist sehr variabel. Meist weisen die Flügeldecken jeweils drei weiße Flecke auf. Diese können aber bei manchen Individuen auf unterschiedliche Weise miteinander verschmelzen. Der schwarze Fleck auf dem roten Halsschild kann ebenfalls unterschiedlich stark ausgebildet sein.

## Vorkommen
Sie kommen in Süd- und Mitteleuropa bis Dänemark und Südschweden und teilweise auch in Großbritannien, aber auch in Nordamerika und Asien vor, wo sie eingeschleppt wurden. Sie fliegen von April bis September und sind nicht selten.

## Lebensweise
Sowohl die Käfer als auch die Larven leben an wilden und gezüchteten Spargelpflanzen und ernähren sich von ihren Blättern und dem Spross und schwächen dadurch vor allem Junganlagen. Die Imagines können durch Aneinanderreiben von Chitinleisten am Abdomen und den Flügeldecken ein zirpendes Geräusch erzeugen. Die Tiere paaren sich im Frühsommer. Die Weibchen legen ca. 100 ihrer 1,6 Millimeter langen graugrün bis schwarz gefärbten Eier ab Mai senkrecht auf die Stängel der Spargelpflanzen. Die bis zu 8 Millimeter langen, olivgrünen Larven verpuppen sich nach ihrer Entwicklung im Boden. Die Käfer schlüpfen im Herbst und überwintern unter Laub, Steinen, Rinde oder in den Stängeln der Spargelpflanzen. Ab August bis September können Larven einer zweiten Generation auftreten.

## Natürliche Feinde
Zu den natürlichen Feinden des Gemeinen Spargelhähnchens gehört der Ei-Larven-Parasitoid Tetrastichus coeruleus aus der Familie Eulophidae.